# Kalksteen van Emael
De Kalksteen van Emael is een serie gesteentelagen in de ondergrond van het zuidwesten van Nederlands Zuid-Limburg. De Kalksteen van Emael bestaat uit een 2 tot 10 m dik pakket kalksteen uit het laatste deel van het Krijt, het Maastrichtien. In de stratigrafie wordt de eenheid beschouwd als een laagpakket dat onderdeel is van de Formatie van Maastricht.
De kalksteen is vernoemd naar Emael.

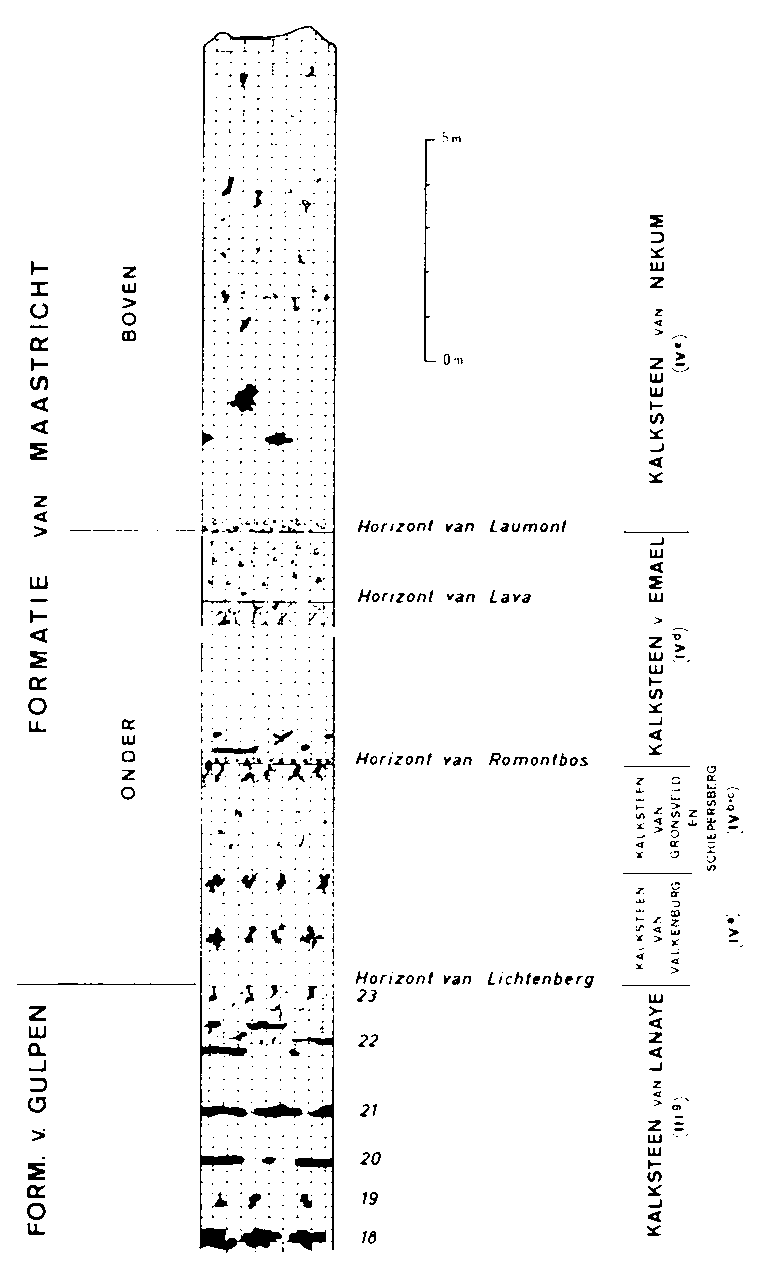
Lithologisch profiel van de typelocatie van de Kalksteen van Emael: Groeve Marnebel (61H-7) te Eben-Emael, België

## Stratigrafie
De Kalksteen van Emael komt voor in het gebied ten zuidwesten van de Geul en ligt normaal gesproken boven de oudere Kalksteen van Schiepersberg en onder de jongere Kalksteen van Nekum, andere onderdelen van dezelfde formatie. Het grensvlak met de Kalksteen van van Schiepersberg wordt de Horizont van Romontbos genoemd, het grensvlak met de Kalksteen van Nekum de Horizont van Laumont.

## Gebied
In de ENCI-groeve, Trichterberggroeve, Koeberggroeve, de Daelhemerberggroeve, de Michielkesberg en de Groeve Pruus Karel II werd Kalksteen van Emael gewonnen. De laag is ook te zien in de Vuursteenmijnen van Valkenburg.

## Kalksteen
De Kalksteen van Emael bestaat uit twee delen. Het bovenste gedeelte bestaat uit een afwisseling van schelpenbanken en banken van geel-witte fijne kalksteen. Het onderste deel bestaat uit ononderbroken kalksteen, die vol zit met concreties van vuursteen. Bij Valkenburg aan de Geul zijn prehistorische mijnen waar deze vuursteen gewonnen werd.
De typelocatie van de Kalksteen van Emael is de Groeve Marnebel bij Eben-Emael.

## Zie ook

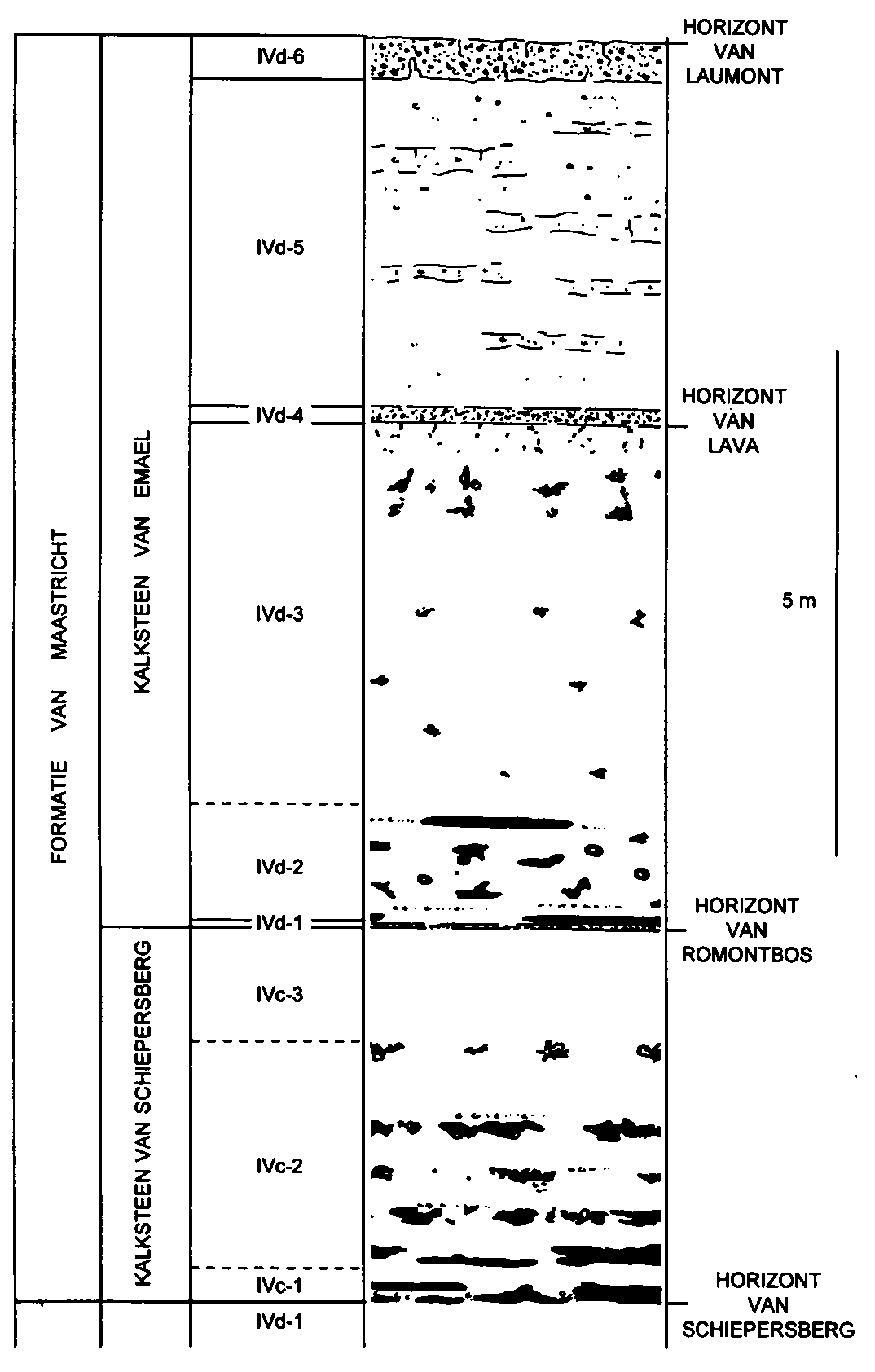
Lithologisch profiel van de Kalksteen van Schiepersberg en de Kalksteen van Emael in de ENCI
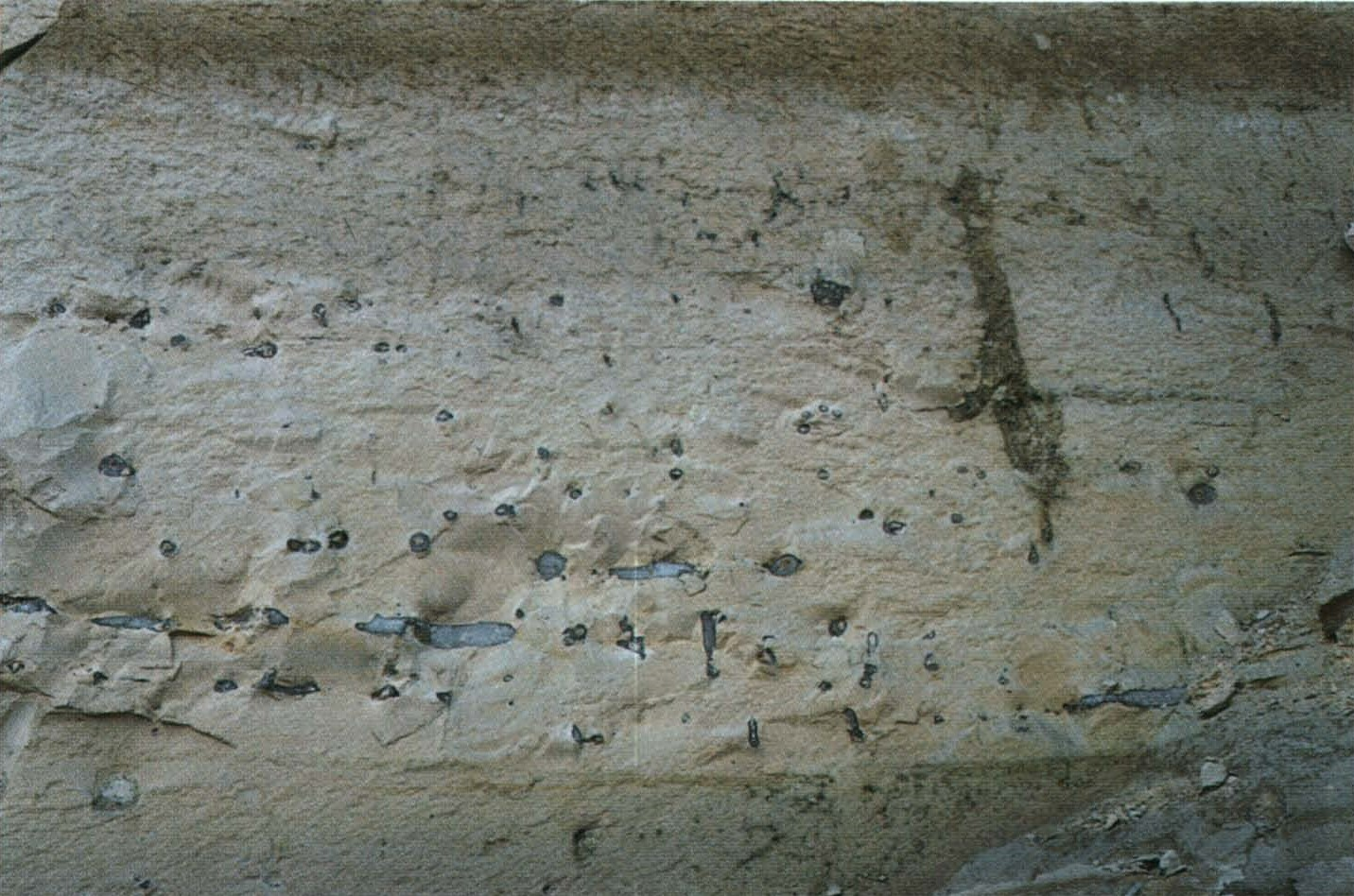
Laagpakket met pijp- en plaatvormige vuurstenen in het onderste deel van de Kalksteen van Emael in de ENCI